# Лунка (Муреш)
Лунка (рум. Lunca) — село у повіті Муреш в Румунії. Адміністративний центр комуни Лунка.
Село розташоване на відстані 293 км на північний захід від Бухареста, 33 км на північ від Тиргу-Муреша, 74 км на схід від Клуж-Напоки.

## Населення
За даними перепису населення 2002 року у селі проживали 628 осіб. Рідною мовою 626 осіб (99,7%) назвали румунську.
Національний склад населення села:
| Національність | Кількість осіб | Відсоток |
| -------------- | -------------- | -------- |
| румуни         | 618            | 98,4%    |
| цигани         | 8              | 1,3%     |